# Tratado de Batman

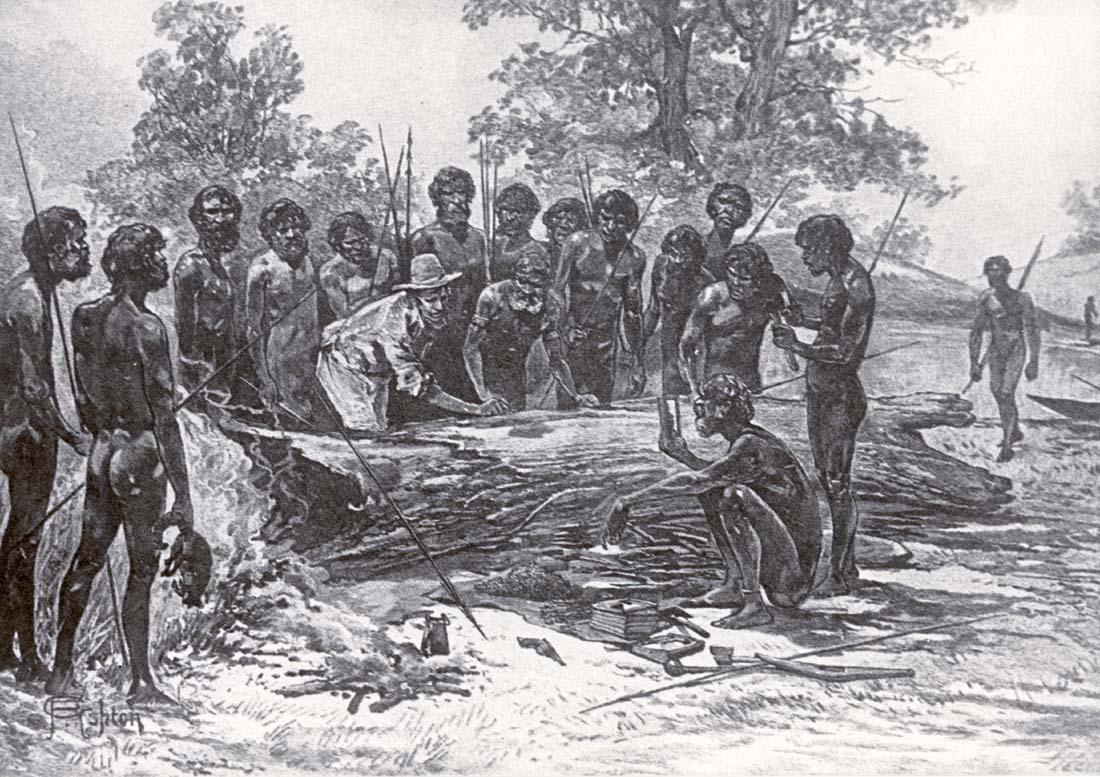
Impresión artística de los años 1880 de la firma del tratado.

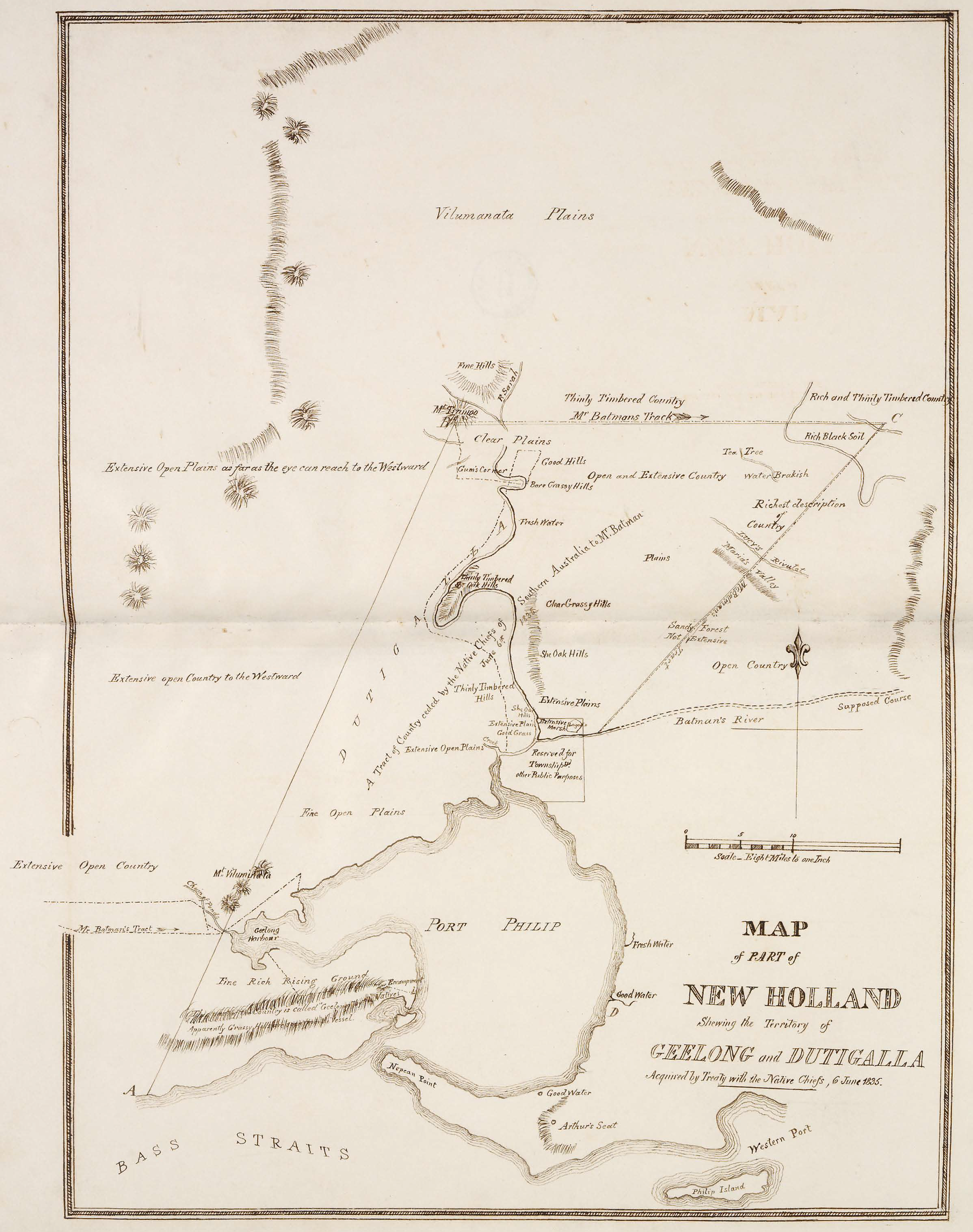
Mapa de 1835 que muestra la zona de Port Phillip e indica que esta es la tierra "Adquirida a través del Tratado con los Jefes Aborígenes, 6 de junio de 1835"

El Tratado de Batman fue un documento firmado el 6 de junio de 1835 por John Batman, un ganadero, empresario y explorador australiano, y un grupo de ancianos wurundjeri, por la compra de tierras en los alrededores de Port Phillip, cerca de la actual ubicación de la ciudad de Melbourne. El documento terminó siendo conocido simplemente como el Tratado de Batman y es de significativa importancia en la historia de Australia ya que se trata de la única ocasión documentada en la cual los europeos negociaron su presencia y ocupación de tierras aborígenes con los dueños tradicionales de tierras. Este tratado fue declarado nulo el 26 de agosto de 1835 por el Gobernador de Nueva Gales del Sur, Richard Bourke, bajo el pretexto de que el pueblo wurundjeri no tenía derecho a negociar esta tierra porque ya había sido apropiada por la corona.

## Elaboración del tratado
En enero de 1827, John Batman y Joseph Gellibrand aplicaron para recibir tierras en Port Phillip, que en ese entonces era parte de la colonia de Nueva Gales del Sur. Los solicitantes indicaron que estaban preparados para llevar consigo ovejas y vacas con valor de entre £4000 y £5000. Su solicitud fue rechazada, ya que era inconsistente con la Orden de los Diecinueve Condados.
Para 1835, John Batman estaba listo para zarpar en dirección a Port Phillip para explorar la región. Gellibrand, un abogado, preparó un documento en borrador para que Batman lleve en su viaje, en caso de que encuentre una oportunidad para utilizarlo. El documento era para la transferencia de un pedazo de tierra a cambio del pago de un tributo anual. El 10 de mayo de 1835 Batman partió a bordo de la goleta de 23 toneladas Rebecca desde Launceston, Tasmania, en dirección al continente. La expedición incluía al maestro Hardwood, al oficial Robert Robson, tres marineros, siete hombres aborígenes de Parramatta, Nueva Gales del Sur, y tres hombres blancos, James Gumm, William Todd y Alexander Thomson. El grupo finalmente llegó a Port Phillip el 29 de mayo de 1835 luego de haber sido retrasado por el mal clima. Luego de escuchar el aullido de un perro aborigen, desembarcaron en Indented Head para investigar. Luego de dejar que sus propios perros jugasen con el perro nativo, lo llevaron hasta el mar y le dispararon. Durante la siguiente semana exploraron el área alrededor de la bahía, primero la bahía de Corio, cerca de la ubicación actual de Geelong, y más adelante subiendo por los ríos Yarra y Maribyrnong en el norte de la bahía.
El grupo de Batman se encontró con aborígenes en varias ocasiones, entregándoles regalos de cobijas, pañuelos, azúcar, manzanas y otros artículos, recibiendo regalos de canastas y lanzas a cambio. El 6 de junio Batman se reunió con ocho ancianos wurundjeri, incluyendo a los ngurungaetas Bebejan y tres hermanos con el mismo nombre, Jika Jika o Billibellary, los dueños tradicionales de las tierras alrededor del río Yarra.
Por 600.000 acres de Melbourne, incluyendo la mayoría del territorio que hoy en día está dentro del área suburbana, John Batman pagó 40 pares de cobijas, 42 hachas, 130 cuchillos, 62 pares de tijeras, 40 espejos, 250 pañuelos, 18 camisetas, 4 chaquetas, 4 juegos de vestimentas y 150 libras de harina.

## Lugar de la firma del tratado
La reunión con los ancianos aborígenes tuvo lugar en la ribera de un pequeño arroyo, el cual Batman describió en su diario como un "adorable arroyo de agua". Aunque la ubicación exacta del cuerpo de agua no fue dada, historiadores del siglo XX sospechan que se trataba del arroyo Merri, en lo que hoy en día es Northcote. Otras ubicaciones alternativas que han sido sugeridas son el río Plenty cerca de Greensborough, el arroyo Edgars y el arroyo Darebin. Estos lugares han sido sugeridos según un análisis de la descripción del viaje en el diario. Sin embargo, también se ha sugerido que el periodo en cuestión en los diarios fue manipulado para permitir la obtención de una mayor extensión de tierra.
Hartcourt ha identificado al lugar de la firma del tratado como "West Bend", un meandro en el arroyo Merri en el extremo occidental de la calle Cunningham en Northcote, al lado opuesto de la Estación Rushall. 37°46′57″S 144°59′32″E / -37.782472, 144.992288 Se apoya en un conjunto de evidencias que incluyen tradiciones orales, la descripción del lugar en os registros de John Pascoe Fawkner, marcadores conmemorativos y ceremonias anteriores, interpretación de los puntos de referencia en descripciones contemporáneas, y representaciones posteriores como la pintura de Burtt del evento, que puede haya sido preparada luego de hablar con participantes de la expedición de Batman.

## Regreso a Hobart
El 8 de junio escribió en su diario: "Y así el barco subió por el gran río... y... estoy contento de confirmar que unas seis millas río arriba el agua está muy buena y muy profunda. Este será el lugar para un asentamiento". Está última frase se convirtió en la famosa "escritura de constitución" de Melbourne,
 y llamó a la tierra "Batmania".
Después de dejar a ocho de los hombres, tres de los cuales eran blancos, con tres meses de suministros y haberles encargado la construcción de una cabaña y un jardín, Batman y el Rebecca regresaron a Launceston el 14 de junio. Allí Batman mostró a John Helder Wedge donde había explorado, y a partir de estos detalles, Wedge preparó el primer mapa de Melbourne (publicado en 1836), mostrando el lugar que Batman había escogido para la aldea y la división de tierras entre los miembros de su asociación.
Varios días después de su regreso, Batman escribió al Gobernador de Tasmania, George Arthur, informándole sobre el tratado, y de los planes de su Asociación de llevar 20.000 ovejas a las tierras que habían comprado. Según la solicitud de Batman a George Arthur, Batman y Wedge procederían en forma inmediata al distrito con el ganado, y solo a sirvientes casados (junto a sus esposas) se les permitiría acompañarles. Arthur no estaba de acuerdo con las acciones de la Asociación, y escribió al Gobernador de Nueva Gales del Sur, Richard Bourke.
Wedge dejó Launceston el 7 de agosto de 1835 para establecer una colonia en las nuevas tierras de la Asociación. Luego de pasar por Barwon River, Wedge avanzó hacia el río Yarra, en donde encontró a un grupo enviado por John Pascoe Fawkner (Fawkner había llegado recién en octubre). Wedge le dijo a Fawkner sobre el tratado, pero Fawkner no se iría, alegando que el tratado no tenía valor.

## Disputas
El 26 de agosto de 1835, el Gobernador Bourke emitió una "Proclamación" que declaraba formalmente que el Tratado de Batman era "inválido y sin ningún efecto por ir en contra de los derechos de la Corona" y declaró que cualquier persona que se encuentre en "tierras desocupadas de la Corona" se la consideraría como intrusa. La proclamación fue aprobada por la Oficina Colonial el 10 de octubre de 1835. La objeción oficial al Tratado fue que Batman había intentado negociar en forma directa con los aborígenes, los cuales los británicos no consideraban que tengan ningún derecho sobre las tierras en Australia. También, batman había comprado las tierras para la Asociación, y no para la Corona.
La validez del tratado ha sido ampliamente disputada. Es posible que las marcas que Batman dice eran las firmas de los ocho ancianos wurundjeri fueron en realidad hechas por uno de los cinco hombres aborígenes que él había traído consigo desde Parramatta, ya que eran similares a las marcas utilizadas comúnmente por los aborígenes de la zona. Además, dado que ni Batman, ni los hombres aborígenes de Sídney, ni los wurundjeri hablaban el mismo idioma, es casi seguro que los ancianos no entendieron el tratado, probablemente percibiéndolo como parte de una serie de intercambios de regalos que habían tenido lugar en días pasados y representaba una ceremonia de tanderrum que permitía el acceso temporal y uso limitado de sus tierras por parte de Batman.
De cualquier manera, el sistema europeo del derecho de propiedad era completamente foráneo para casi todos los pueblos aborígenes. Sin embargo, el tratado ha sido halagado por ser el único intento documentado para lograr un acuerdo entre los colonos blancos y los pueblos aborígenes locales sobre el uso de la tierra. El tratado fue importante ya que fue la primera y única ocasión documentada en la que los europeos negociaron su presencia y ocupación de tierras aborígenes. Batman sostuvo que el tratado era válido hasta el momento de su muerte en 1839.
Algunos historiadores continúan asumiendo que el Tratado fue falsificado, pero las memorias del anciano aborigen Barak, quien estuvo presente en la firma del tratado cuando era niño, concluyen que Batman, con la ayuda de sus aborígenes de Nueva Gales del Sur, sí participó de una ceremonia de firma.